# Doddavallabi, Kolar
Doddavallabi là một làng thuộc tehsil Kolar, huyện Kolar, bang Karnataka, Ấn Độ.